# Lates stappersii
Espèce
Synonymes
- Lucilotes stappersii Boulenger, 1914[1]
- Luciolates brevior Boulenger, 1914[1]
- Luciolates stappersii Boulenger, 1914[1]

Statut de conservation UICN

 LC  : Préoccupation mineure
Lates stappersii est une espèce de poissons perciformes de la famille des Latidae. Il est endémique du lac Tanganyika, où il est très abondant. Il est appelé localement « Mukeke » ou « Mikeke » en République démocratique du Congo et au Burundi, et « Mikebuka » ou « Migebuka » en Tanzanie.

## Systématique
L'espèce Lates stappersii a été décrite pour la première fois en 1914 par le zoologiste belgo-britannique George Albert Boulenger (1858-1937) sous le protonyme de Luciolates stappersii,. Dans la même publication, il décrit également l'espèce Luciolates brevior qui s'avérera être un synonyme,.

## Description
De forme allongée, Lates stappersii possède deux nageoires dorsales séparées par un espace de la même taille que la première nageoire dorsale. Sa taille maximale est d'environ 45 cm.

## Comportement
Espèce pélagique, Lates stappersii vit en bancs à une distance comprise entre 1 et 5 km de la rive du lac, à moins de 30 m de la surface. Les jeunes se nourrissent de crevettes et les adultes (à partir de 13 cm environ) de « sardines » Limnothrissa miodon et Stolothrissa tanganicae.
Il se reproduit après avoir atteint une taille de 20 à 27 cm environ, soit un âge de 24 à 28 mois. La reproduction a lieu principalement de février à avril, avec une fécondité proportionnelle au poids de l'animal, estimée à 550 œufs par gramme.

## Pêche
Lates stappersii est l'un des poissons les plus pêchés du lac Tanganyika après les deux espèces dont il se nourrit, appelées collectivement Ndagala ou sardines. Sa pêche éclipse totalement celle des autres perches du genre Lates présentes dans le lac, L. angustifrons, L. mariae, et L. microlepis. Le « Mukeke » représentait par exemple 17 % des captures du Burundi en 2020.

## Étymologie
Son épithète spécifique, stappersii, lui a été donnée en l'honneur du médecin et naturaliste belge Louis Stappers (d) qui fut envoyé par le gouvernement belge pour cartographier les pêcheries autour des lacs Moero et Tanganyika.

## Publication originale
- (en) G. A. Boulenger, « Mission Stappers au Tanganyika-Moero. Diagnoses de poissons nouveaux. I. Acanthoptérygiens, Opisthomes, Cyprinodontes », Revue zoologique africaine, Bruxelles, vol. 3, no 3,‎ 25 mai 1914, p. 442-447 (lire en ligne).